# روبرت برناردو
روبرت برناردو (بالإنجليزية: Robert Bernardo)‏ هو سياسي أمريكي، ولد في 1968 في الفلبين. حزبياً، نشط في الحزب الديمقراطي.